# Agriculture à Madagascar

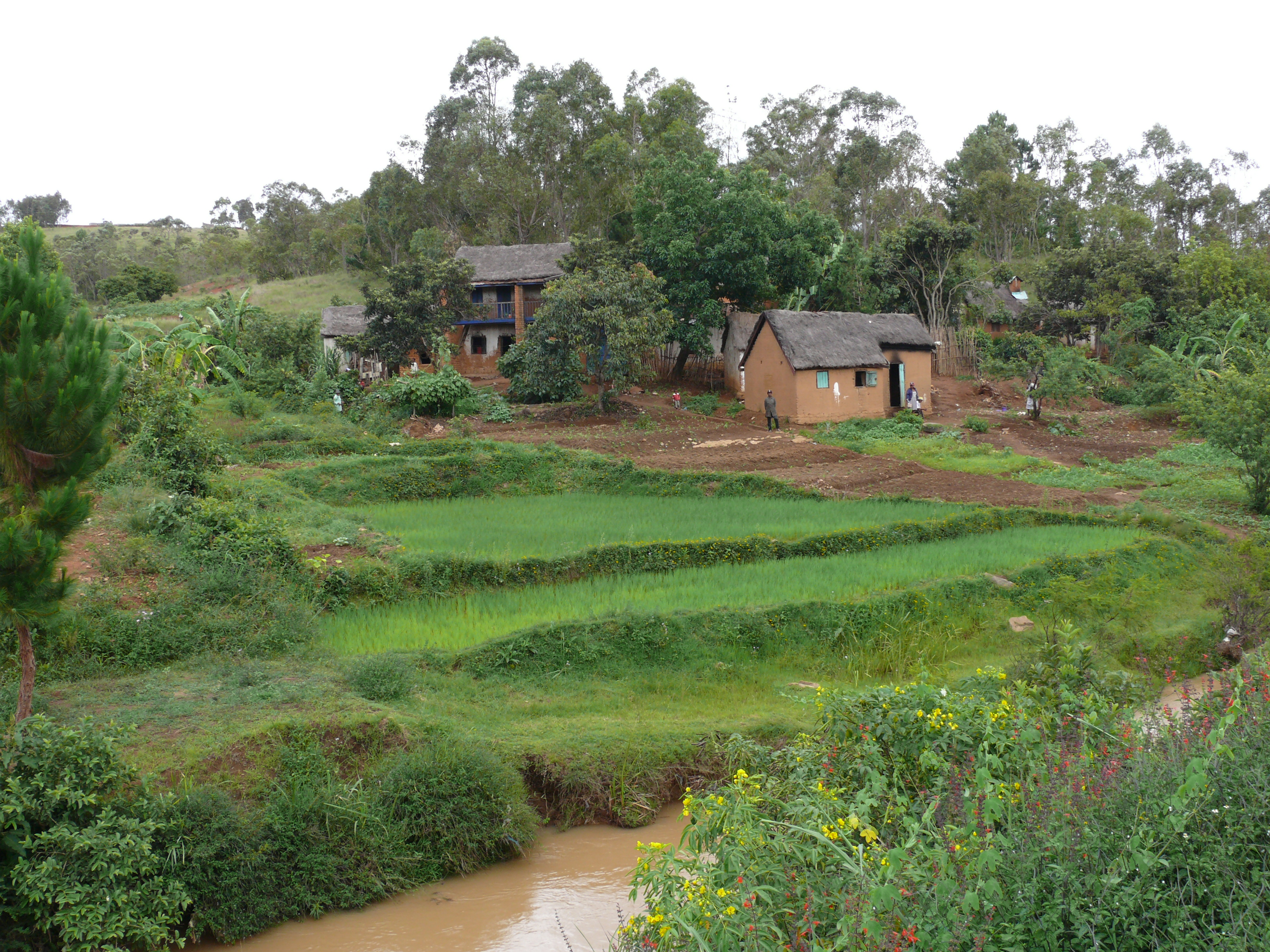
Agriculture familiale

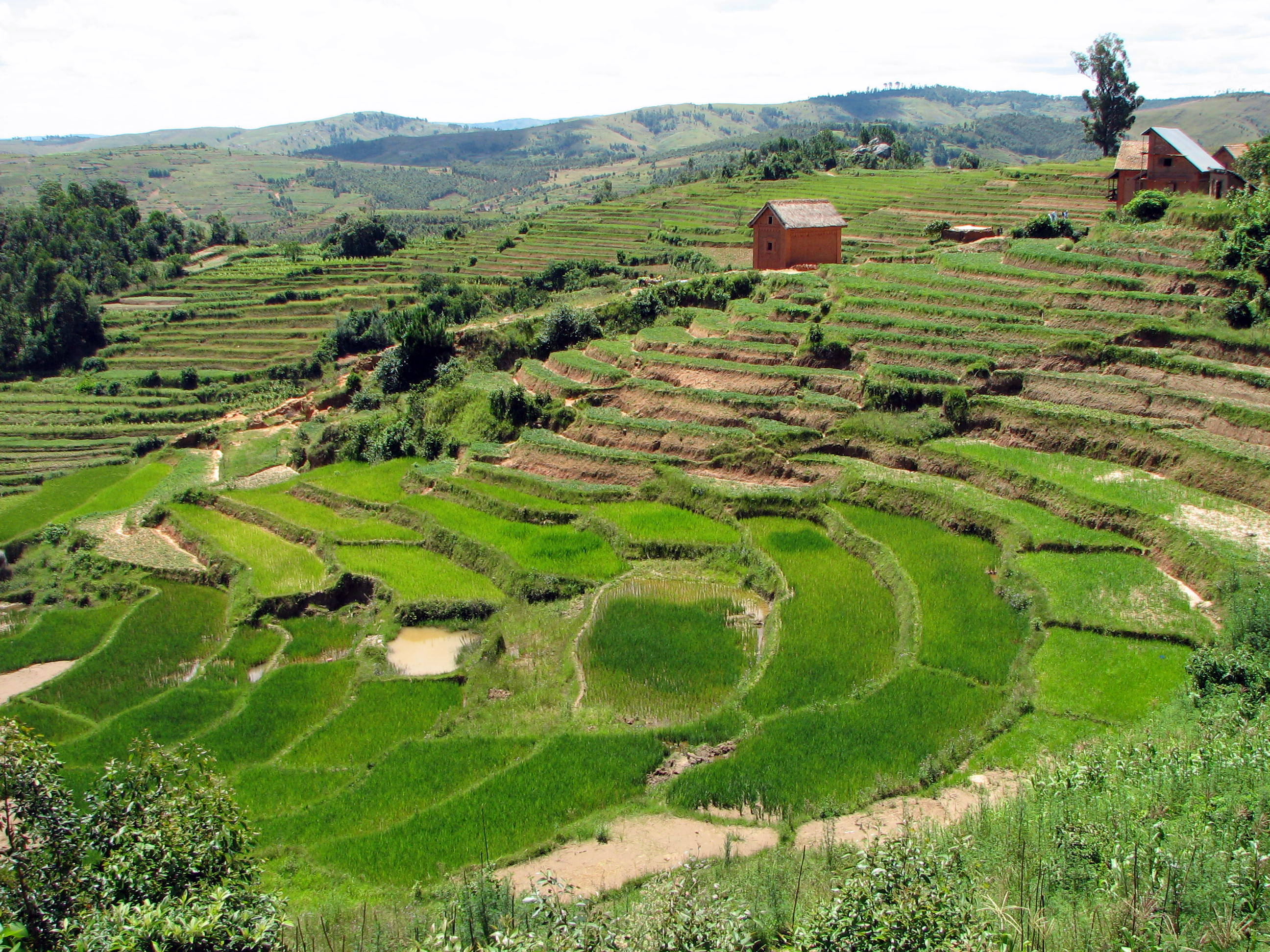
Cultures en terrasses près d'Ambalandingana

L'agriculture à Madagascar emploie 78% de la population active et constitue une composante essentielle de l’économie malgache en contribuant à hauteur de 26,3% au PIB (43 % si l’on y intègre l’agroalimentaire). Les populations rurales pratiquent une agriculture essentiellement vivrière où le riz joue un rôle prépondérant. Il existe également des cultures de rente (litchis, vanille, épices, …) procurant des produits d’exportation.
L’agriculture souffre de handicaps importants (érosion, épuisement des sols, aléas climatiques, manque d’infrastructures…) induisant une faible productivité. L’insécurité alimentaire affecte une partie importante de la population : c’est le cas de 35 % des populations rurales et des populations urbaines les plus pauvres. Le gouvernement souhaite développer la production afin de satisfaire les besoins du pays ainsi que ceux des îles voisines.

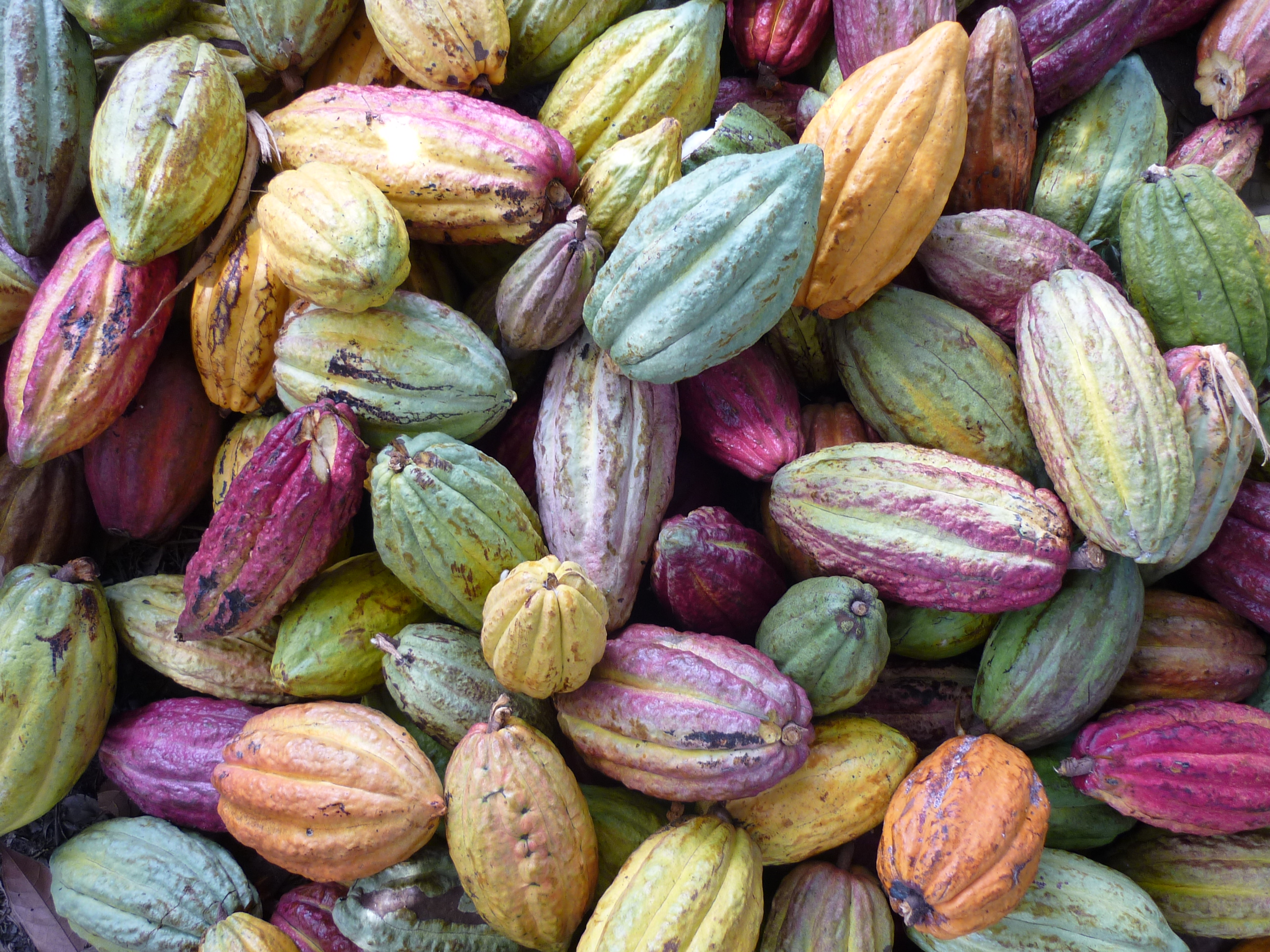
Les fèves comestibles de cacaoyer à partir desquelles sont fabriquées le cacao, le produit de base du chocolat, Ambanja, Madagascar.

## Production
Madagascar a produit, en 2023:
- 5,1 millions de tonnes de riz;
- 3,2 millions de tonnes de canne à sucre;
- 2,5 millions de tonnes de manioc;
- 1,3 million de tonnes de patate douce;
- 388 000 tonnes de légumes;
- 402 000 tonnes de banane;
- 307 000 tonnes de mangue (y compris mangoustan et goyave);
- 257 000 tonnes de pomme de terre;
- 230 000 tonnes de taro;
- 215 000 tonnes de maïs;
- 87 000 tonnes d'ananas;
- 91 000 tonnes de haricot;
- 83 000 tonnes d'orange;
- 20 000 tonnes de noix de coco;

En plus de petites productions d'autres produits agricoles, comme café (57 000 tonnes), clou de girofle (23 000 tonnes), cacao (11 000 tonnes), noix de cajou (7 mille tonnes) et vanille (3 mille tonnes).

## Histoire
Vers 1900, la densité de la population malgache est faible (4 hab/km²) et très inégalement répartie sur le territoire. Une campagne de lutte contre les maladies infectieuses est mise en place pour faire baisser la mortalité. Comme ailleurs en Afrique la transition démographique s'effectue entre 1950 et 2000, période où la population a été multipliée par trois. Mais cela ne résout pas les vides démographiques dans certaines régions du pays, et donc les ressources humaines nécessaires à l'exploitation des terres. À l'inverse la pression démographique est forte dans les hauts plateaux centraux et à l'est. La taille des exploitations a diminué en moyenne sur ces territoires tandis que plus de la moitié des surfaces agricoles (2,6 millions d'hectares contre 2,1 millions en 2005) sont peu cultivées ou à l'abandon. Un plan de migration interne est envisagé mais cela nécessite des infrastructures et des incitations. Pour résoudre l'impasse démo-économique, la formation est aussi un levier important. La population rurale reste importante (14 millions d'habitants sur 17 millions en 2005). Pour employer cette main d'œuvre dans les campagnes, des tentatives d'intensification des cultures en particulier du riz (système de riziculture intensive SRI) n'ont pas eu les effets escomptés (moins de 1% des surfaces).
Depuis son indépendance, Madagascar a entrepris plusieurs plans gouvernementaux visant à transformer son économie agricole : politique centralisée dans les années 1960, puis socialisme économique dans les années 1970-1980, pour enfin se diriger vers le libéralisme économique des années 1990.
Lors de son accession à la présidence du pays en 2002, l'homme d'affaires Marc Ravalomanana ayant fait fortune avec son groupe agroalimenatire Tiko se lance dans une politique de favorisation de ses entreprises dans la conduite des affaires du pays. En 2003, le Syndicat des industries malgaches (SIM) dénonce la détaxation sur les importations de matières premières qui bénéficie principalement aux sociétés de production agroalimentaire de l'empire Tiko et au détriment des producteurs locaux. Les produits de première nécessité passent tous sous les marques du groupe Tiko. Le riz de première qualité malgache est exporté, et la population est nourrie avec un riz pakistanais bas de gamme,.
En 2003, le président Ravalomanana déclare : « Il n'est pas du tout normal que nous importions du riz. La production devra être doublée d'ici un an ». À partir de 2004, la grande Île se lance dans un programme de réforme agraire visant à sécuriser les droits des paysans et à se préparer à l'alignement du prix de son riz avec les prix internationaux. La taille moyenne des exploitations passe de 1,2 hectare en 1985 à 0,86 hectare en 2005, une réduction contraire aux objectifs fixés. La production malgache de riz est elle passée de 2,8 millions de tonnes en 2003 à 3,7 millions de tonnes en 2007. La Banque mondiale finance alors un projet de semences améliorées avec un investissement de $40 millions, espérant réellement doubler ce coup-ci la production de riz en 1 an.
Le 12 décembre 2007, Madagascar signe un accord de partenariat économique avec les états de l'Est austral africain et s'engage à ne pas produire de coton, de cacao, de café et de sucre. En 2008, le gouvernement malgache cède à la société sud-coréenne Daewoo 1,3 million de terres cultivables de l'île (équivalent à la moitié de la Belgique) pour une durée de 99 ans. Daewoo compte y produire de l'huile de palme et du maïs à moindre coût.
Depuis les années 2000, et pour répondre aux besoins alimentaires liés aux fortes poussées démographiques dans les grandes villes du pays, une forme d'agriculture urbaine s'est développée. Depuis 2011, la mairie d'Antananarivo développe un programme visant à développer l'agriculture urbaine dans les écoles publiques de la ville.

## Partenariats internationaux
En novembre 2016, Madagascar renforce son partenariat avec le Maroc dans le domaine agricole, notamment avec la création et le développement d'une assurance agricole à Madagascar.
Depuis 2019, Madagascar et la Chine ont un accord de coopération dans les domaines de la riziculture, de l’élevage et de l’agribusiness.

## Caractéristiques
Les terres potentiellement cultivables représentent 36 millions d’ha, mais 3 millions d’ha sont exploités. Le nombre d’exploitations est de l’ordre de 2,4 millions. Il s’agit pour la plupart d’exploitations familiales de petite taille (0,8 ha de moyenne) et très morcelées.
L’utilisation d’intrants et la mécanisation sont peu développées. Les rendements des cultures demeurent très faibles.
Cependant à partir de 2005 un vaste programme de distribution de certificats fonciers a été mis en œuvre. Ce sont les communes qui s'en chargent. Le but est d'éviter les conflits et de sécuriser le foncier pour permettre aux agriculteurs d'investir et d'augmenter les rendements.

## Productions principales

### Cultures vivrières

#### Riz

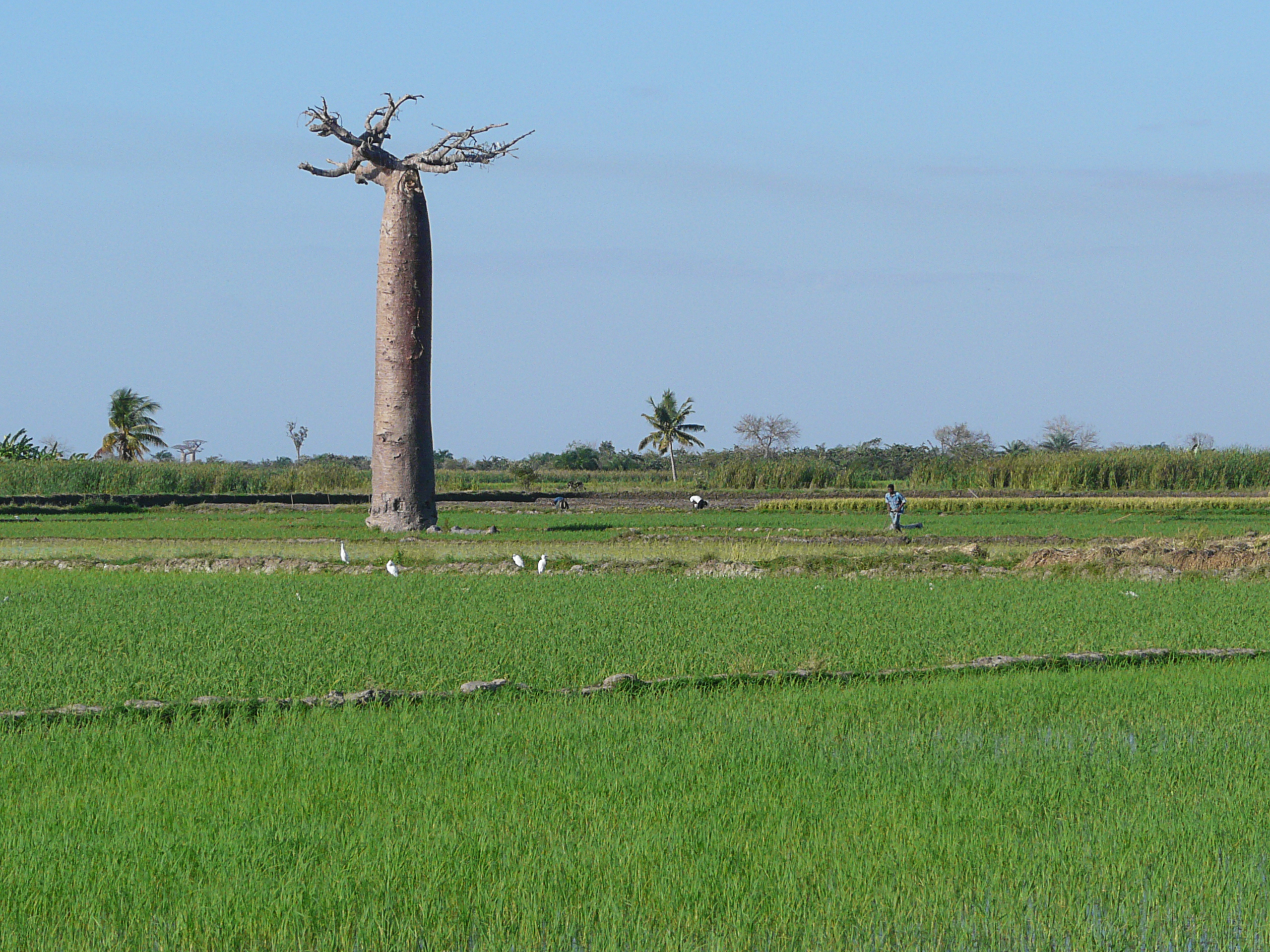
Rizière près de Morondava

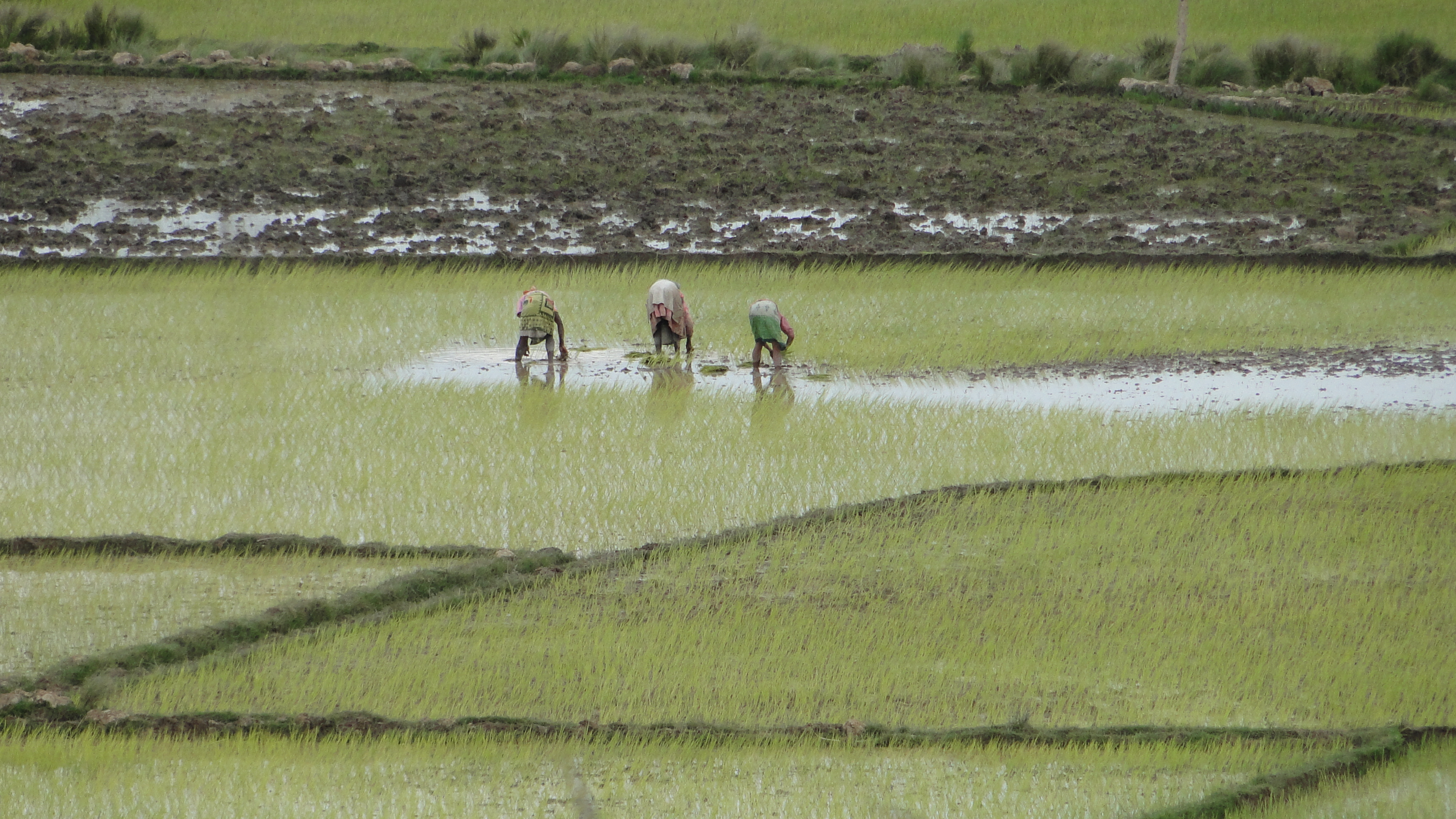
Plantation du riz en pays Zafimanary

Le riz occupe une place de premier plan à Madagascar. Il constitue l'aliment de base de la population malgache, l'une des plus grosses consommatrices de riz dans le monde : 140 kg de riz cargo (riz décortiqué) par habitant et par an selon la FAO. Le riz constitue même le moteur du développement économique du pays. Il contribue à hauteur de 12 % au PIB national et de 43 % au PIB agricole.
Le riz est cultivé par 85 % des agriculteurs et constitue la principale source de revenus des familles dans 45 % des communes malgaches. La culture du riz est majoritaire (87 % des exploitations, 60 % des surfaces cultivés), mais selon une enquête de 2004, 45 % des récoltes de paddy vont directement à l'autoconsommation, 18% aux stocks, et 37% à la vente.
La production de riz s’est développée, mais n’a pu suivre la croissance démographique. Aussi, d’exportateur jusqu’aux années 1970, Madagascar est-il devenu un pays importateur. En 2014, la production de riz paddy s’est élevée à 3,6 millions de tonnes. Elle n’a pas couvert tout à fait les besoins du pays ; il a fallu importer 200 000 tonnes. Du point de vue technique, la riziculture malgache est peu performante. Les rendements sont de 2,5 tonnes par ha environ, très inférieurs à ceux qu’on observe dans les pays asiatiques. Un système de riziculture intensive a été mis en place mais demeure un échec, inadapté aux réalités socio-économiques des habitants de l'Île.
La plus grande partie de la production nationale (60 % environ) est autoconsommée. En janvier 2017, les autorités malgaches annoncent une baisse de 80 % de la production rizicole malgache, 20 % seulement ayant pu être récoltées.
En 2025, est lancé le programme "Riz hybride" à base de riz importé de Chine afin d'augmenter la productivité et de faire baisser les importations de cette denrée. 

#### Manioc

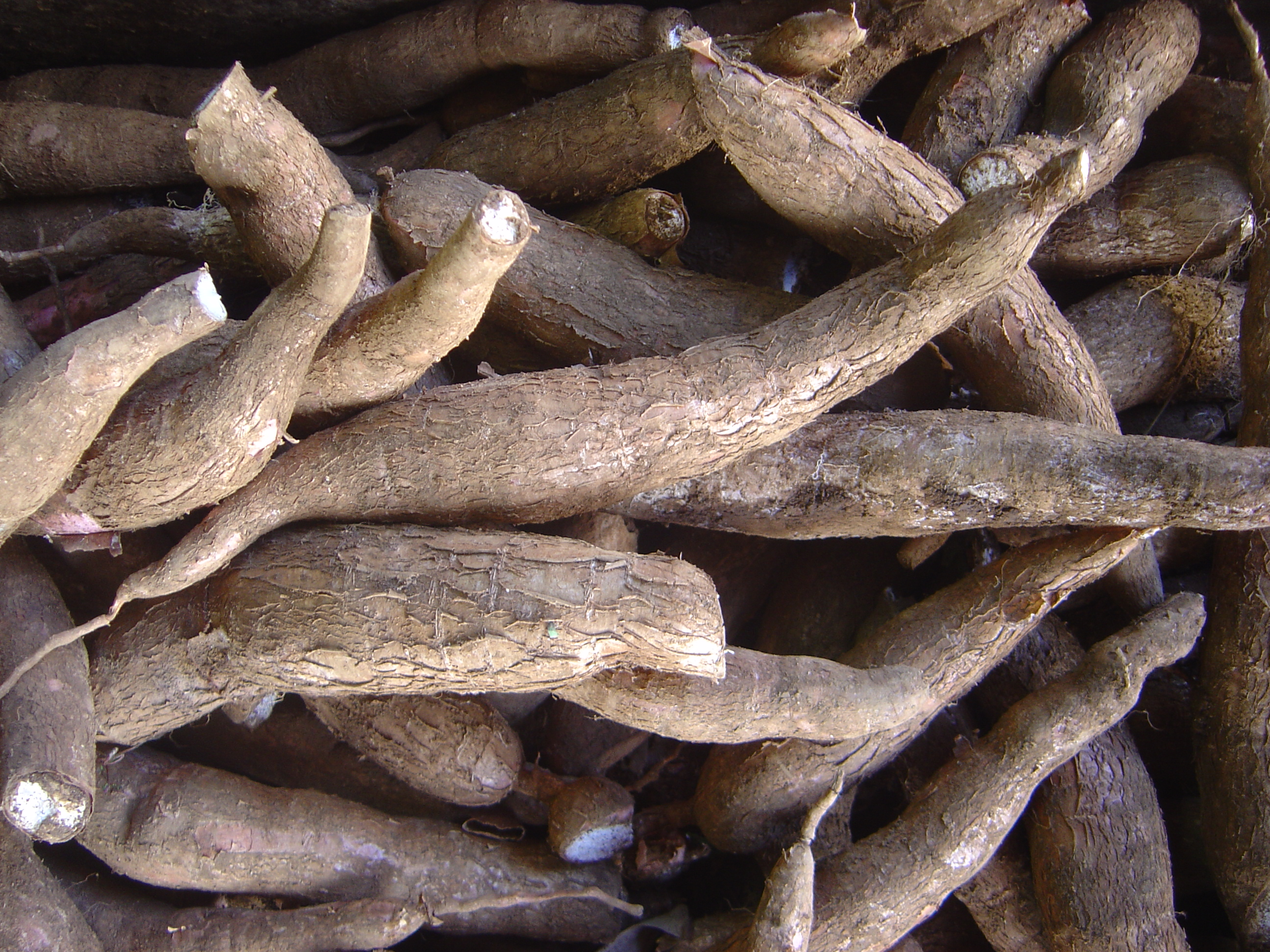
Manioc

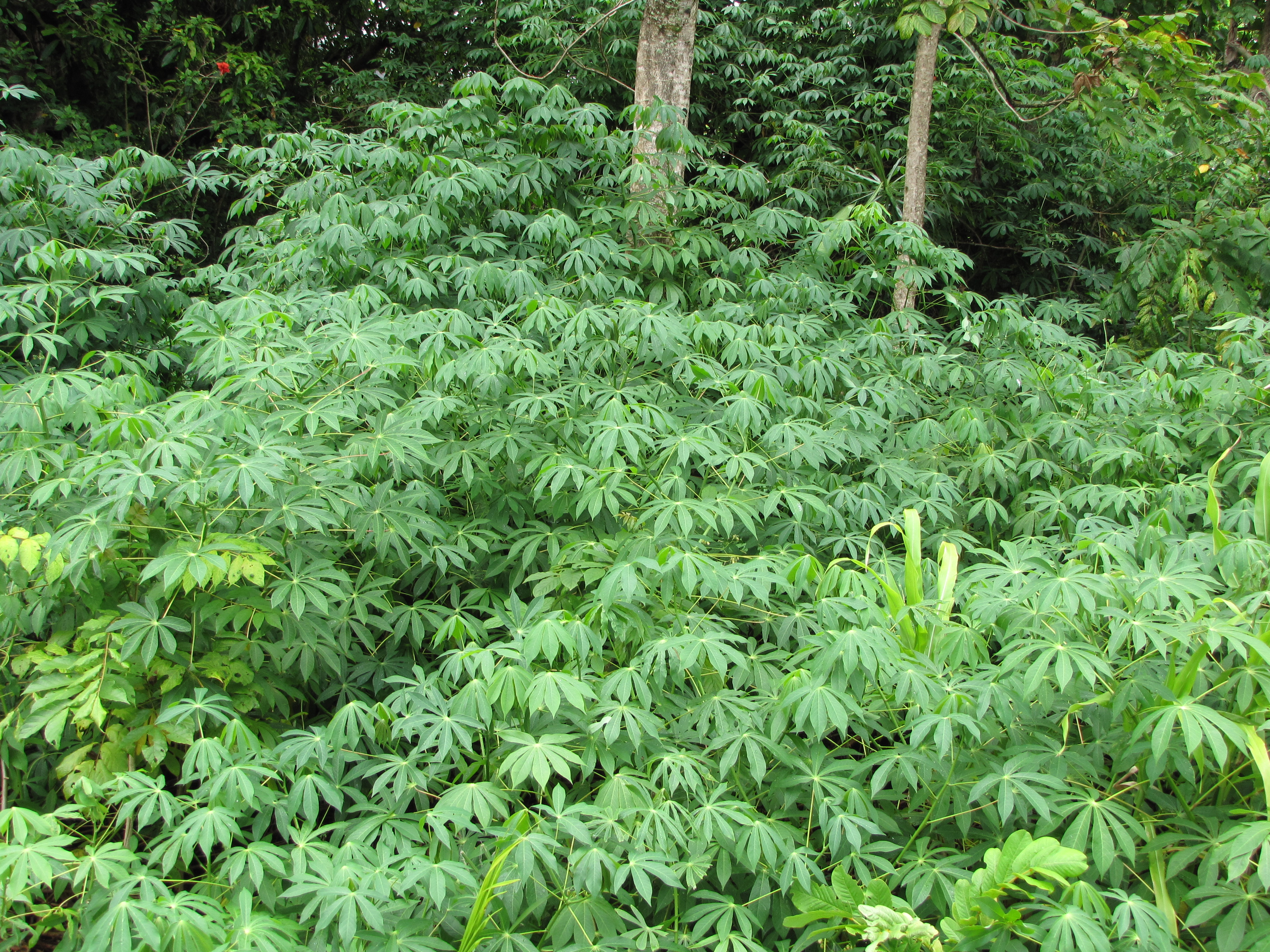
Plantation de manioc à Wailua, Maui, Hawaii.

Le manioc est, après le riz, le deuxième aliment de base de la population malgache. Sa culture occupe une superficie de 388 000 ha et sa production est de l'ordre de 2,9 millions de tonnes. Comme le riz, 60 % de la production du manioc est réservé à la consommation domestique.

#### Autres cultures vivrières

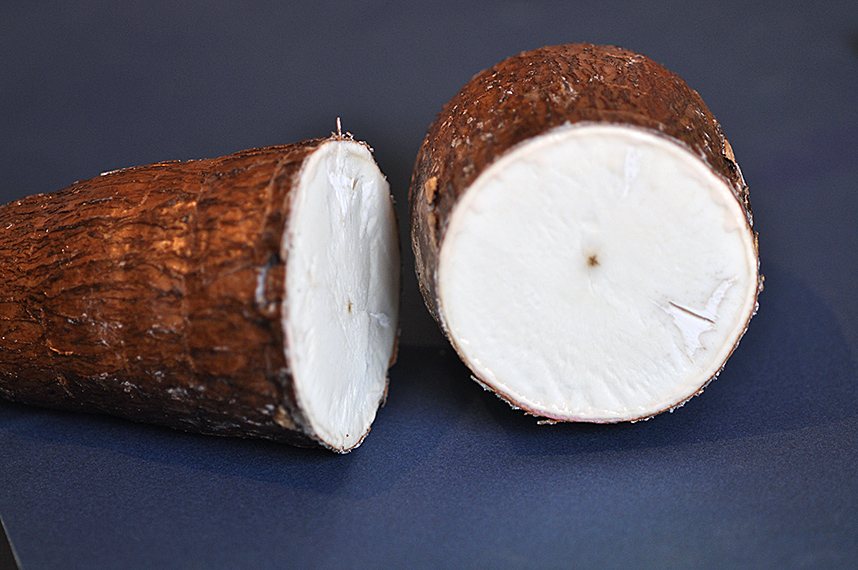
Coupe transversale d'un tubercule de Manihot esculenta

Le maïs, le haricot et la patate douce sont les autres cultures vivrières importantes du pays.

### Cultures de rente

#### Litchi

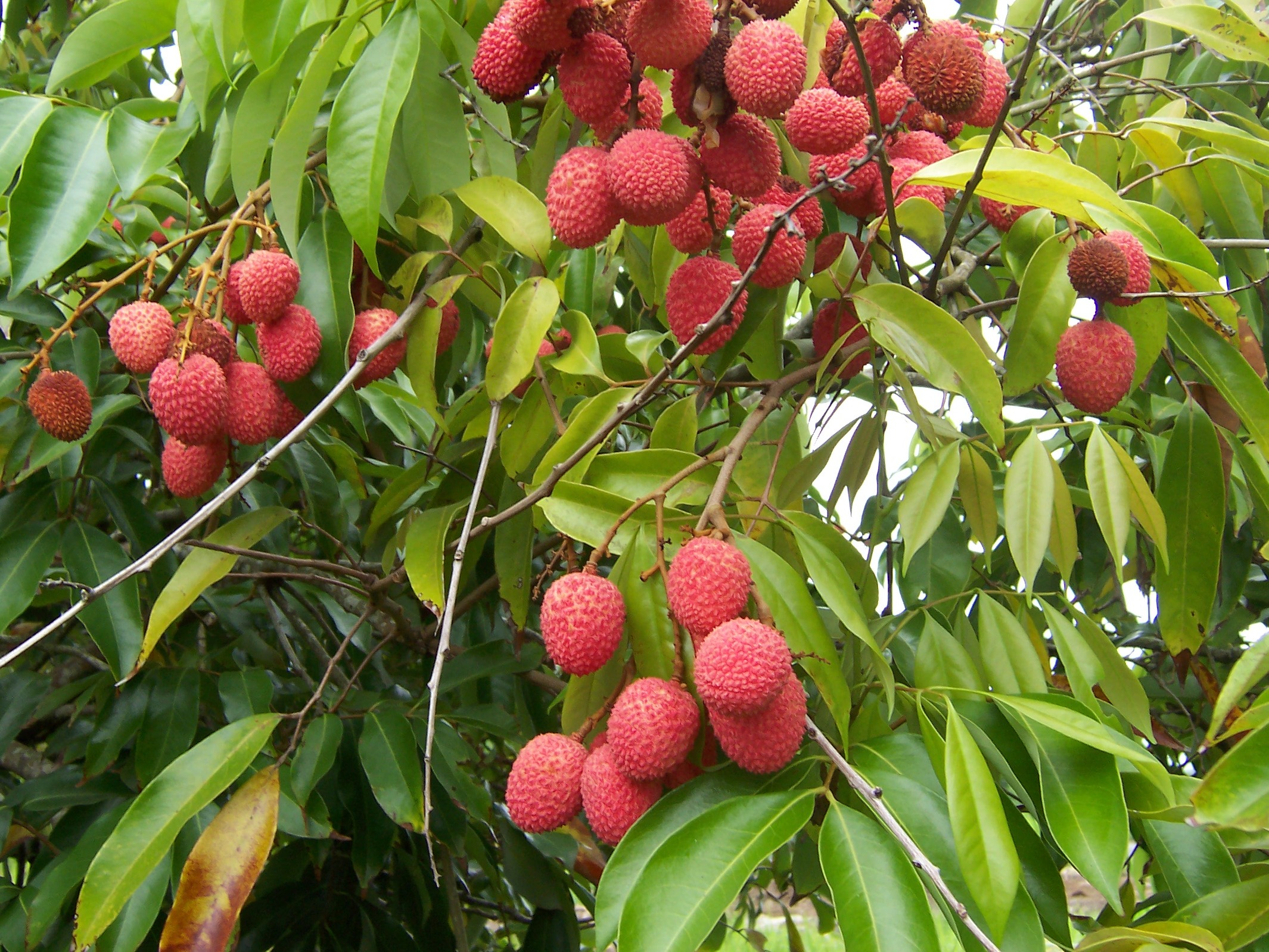
Litchi

Avec une production annuelle de l'ordre de 100 000 tonnes, Madagascar est le troisième pays producteur dans le monde après la Chine et l'Inde.
Le litchi est produit principalement sur la côte est et le sud-est de l'Île. 16 000 à 20 000 tonnes sont exportés en frais chaque année vers l'Union européenne durant la période de Noël.

#### Vanille
Madagascar occupe le deuxième rang mondial après l'Indonésie des pays producteurs de vanille. Mais cette production est en forte décroissance : de 3 000 tonnes en 2004, elle est passée à 1 700 tonnes en 2010 et à 
1 000 tonnes en 2013. En cause, des pratiques culturales inadéquates et une accentuation des aléas climatiques provoquant une mauvaise floraison. La vanille est exportée principalement vers l'Europe et le Japon.

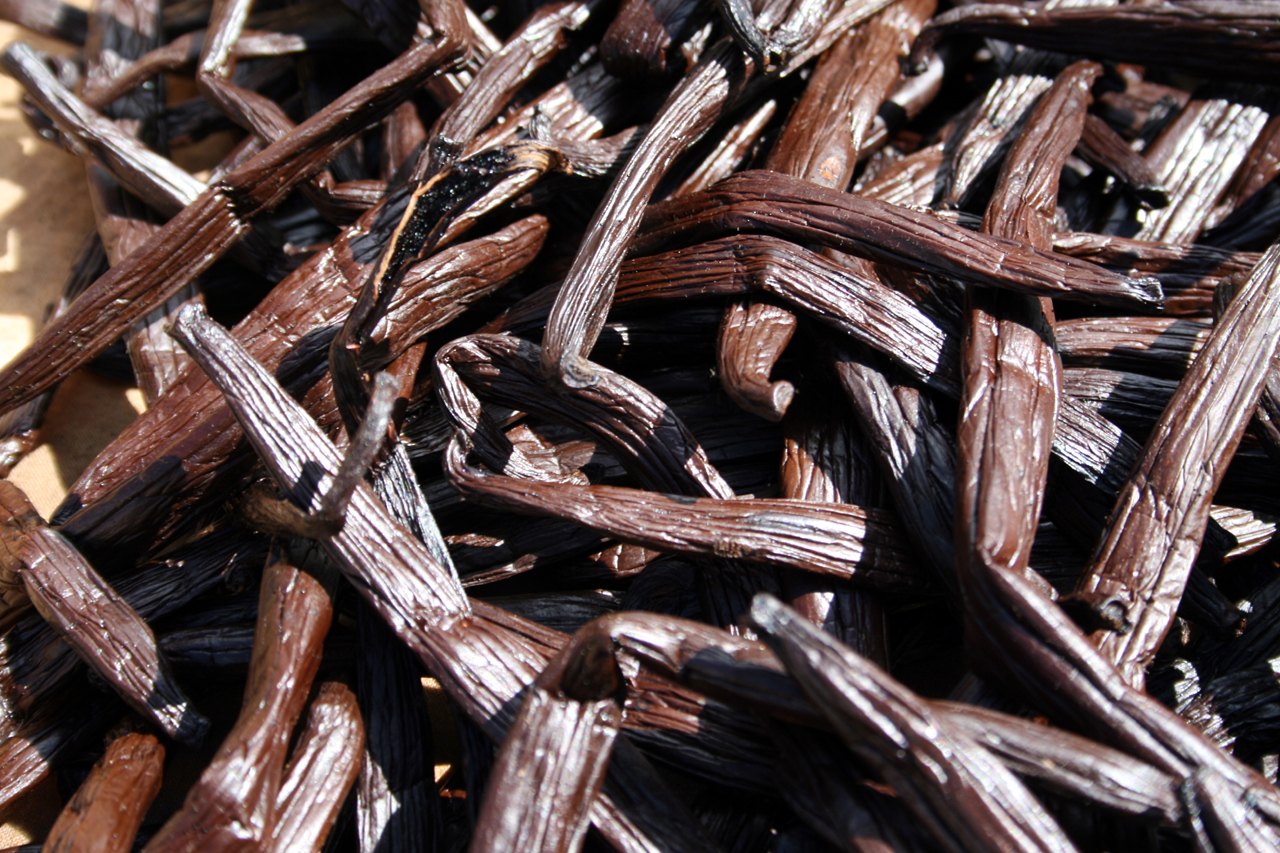
1. wpwp et #wpwpmdg

En 2017, Madagascar retrouve une place de leader en assurant 80% de la production mondiale de vanille, une culture qui contribue à hauteur de 5% du PIB grâce à des prix atteignant 600 euros le kilo.

#### Épices
Les clous de girofle, le poivre, la cannelle, le gingembre constituent les principales épices produites. Elles sont en grande partie exportées.

#### Cacao
Le criollo est un cacao cultivé dans la forêt tropicale d'Ambanja, et compte parmi les cacaos les plus demandés au monde. Madagascar produit seulement 7.000 tonnes de cacao par an (2016), une production en grande majorité destinée à l'exportation avant transformation.

### Élevage
L’élevage concerne plus de 70 % des ménages ruraux malgaches, c’est dire son importance dans la vie économique du pays. Après le riz c’est la deuxième ressource d’origine agricole pour la population rurale. Mais il connait depuis plusieurs années de sérieuses difficultés en raison des nombreuses contraintes (financières, alimentaires, sanitaires, organisationnelles) qui pèsent sur ce secteur. En particulier, les épizooties qui sévissent périodiquement dans le pays affectent fortement les filières animales. La peste porcine africaine qui a décimé plus de la moitié du cheptel porcin entre 1999 et 2001 est l'exemple le plus grave. Les effectifs d'animaux peuvent donc varier fortement d'une année sur l'autre.

#### Bovins

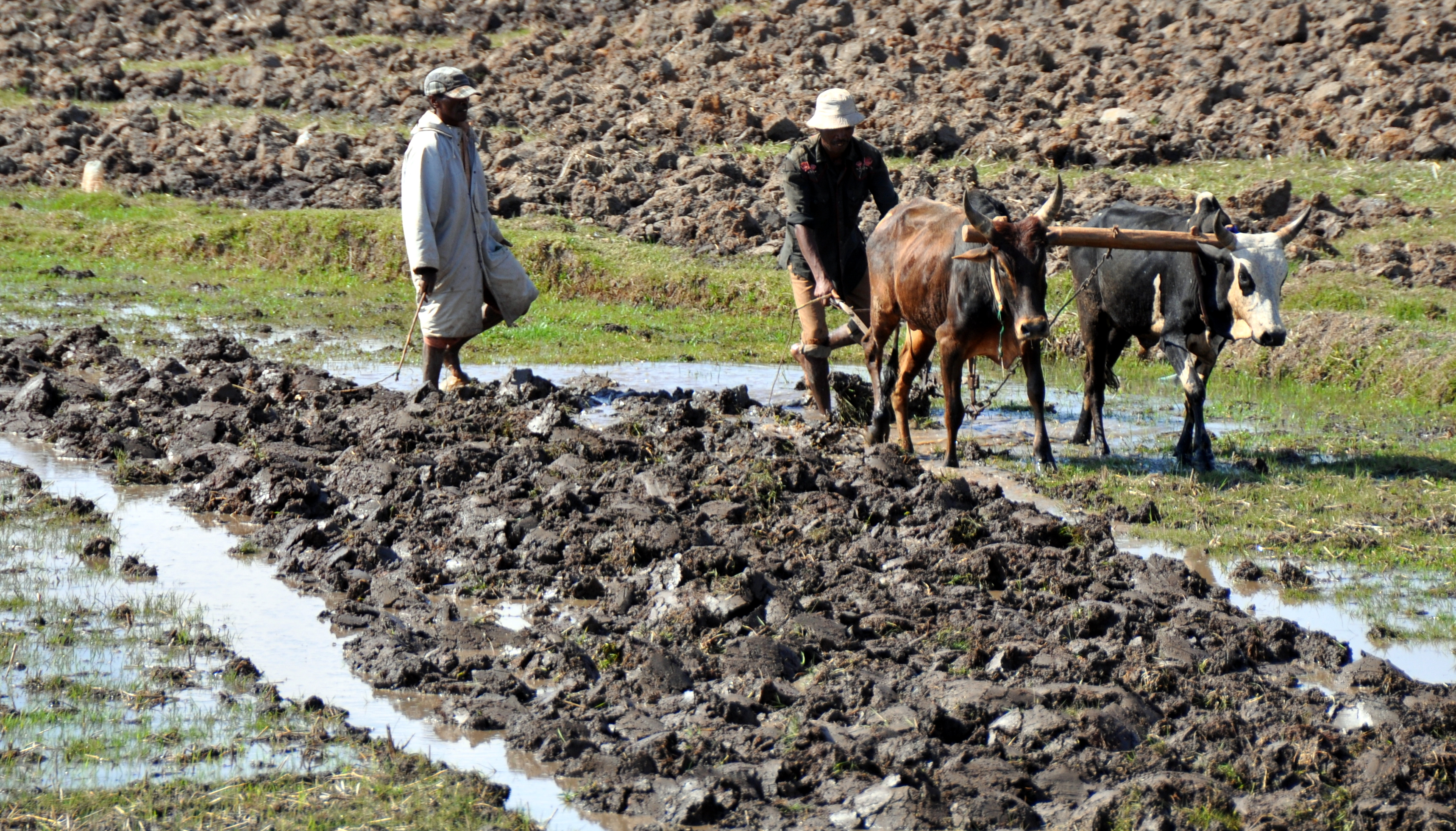
Laboureurs entre Antsirabe et Miandrivazo

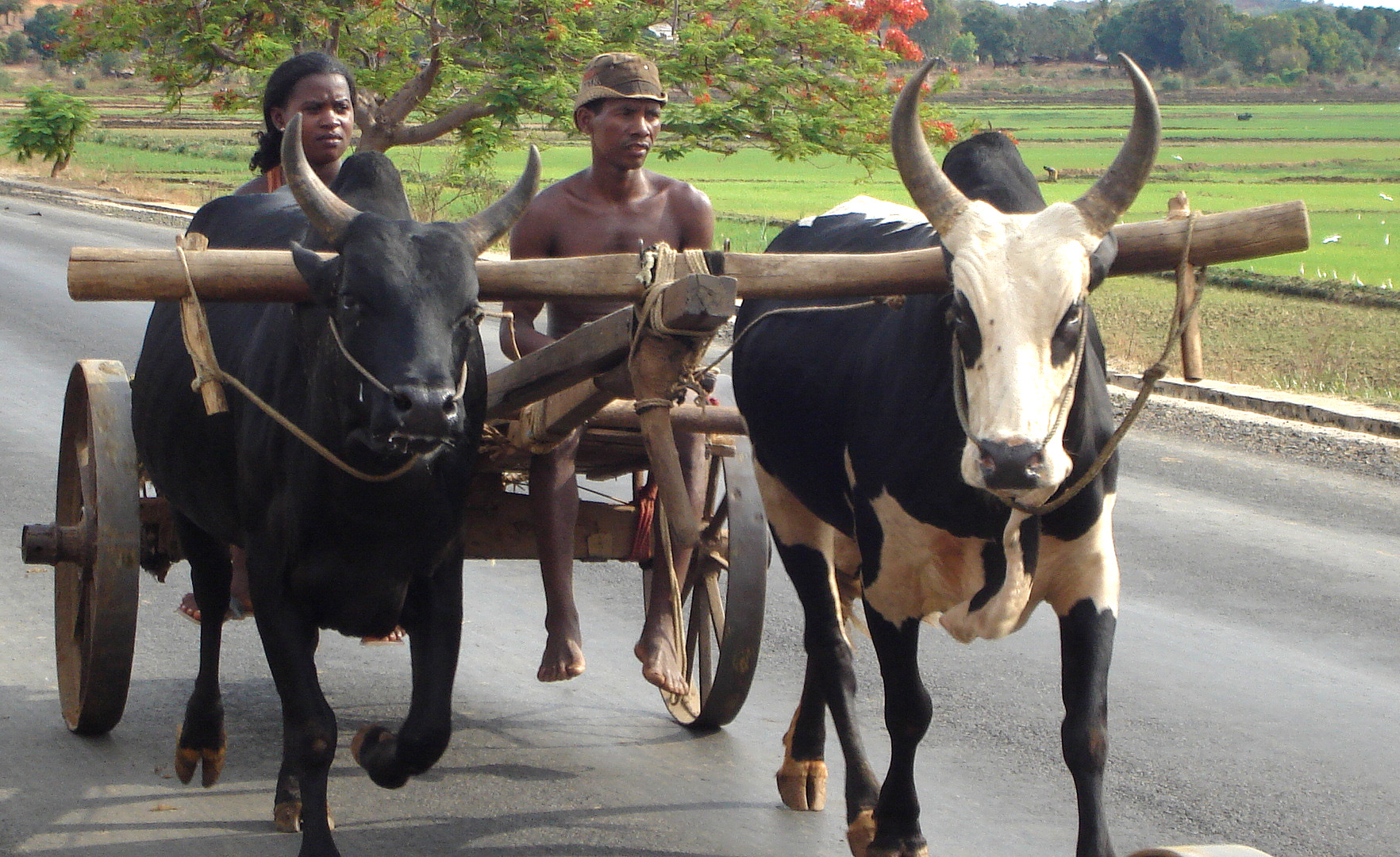
Charrue à zébus

Le cheptel bovin constitué à 85 % de zébu Malagasy est estimé à entre 10 et 15 millions de bêtes en 2020.
Aux problèmes évoqués ci-dessus s’ajoutent les vols de bovins, assez fréquents, qui entrainent des affrontements parfois meurtriers entre les « dahalos » (voleurs de bétail) et les villageois ainsi qu’avec les forces de l’ordre.
L’élevage bovin est concentré dans le sud et l’ouest du pays en particulier dans les provinces de Toliara et Mahajanga qui disposent de 60 % du cheptel bovin national.
Le zébu est un animal emblématique de l’Île. Il joue un rôle à la fois culturel, social et économique : culturel car utilisé lors des rituels coutumiers (mariage, circoncision, décès…) ; social car signe de la richesse et du rang social du propriétaire (on parle alors d’élevage « contemplatif ») ; économique car moyen de production agricole. Dans cette dernière fonction, il est utilisé comme animal de trait et/ou il assure le piétinement des rizières ;  pour les plus grands troupeaux, il est destiné à la production de viande pour les populations urbaines. Cependant, dans les dernières années, le poids moyen du zébu à Madagascar est passé de 650 kg à 300 kg par tête.
L’élevage laitier demeure secondaire. Il existe un petit élevage laitier extensif complémentaire de la production de viande. Mais le manque de ressources fourragères limite son développement. Quelques grandes fermes pratiquant un élevage laitier semi-intensif se rencontrent toutefois sur les Hautes Terres.

#### Petits ruminants
Le cheptel ovin comportait 700 000 têtes et le cheptel caprin 1,2 million de têtes environ en 2004-2005 selon les données du recensement de l'agriculture.

#### Porcins

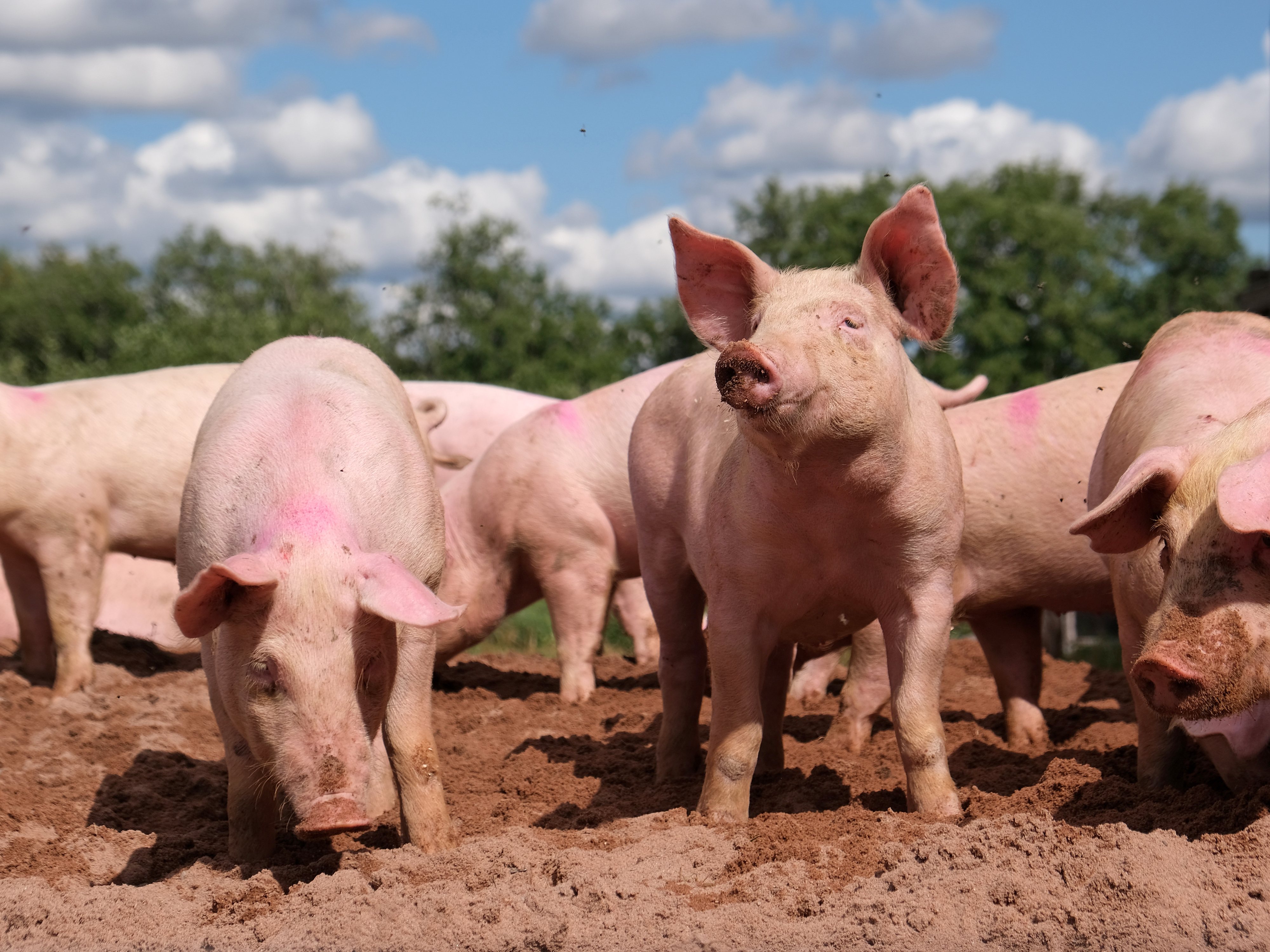
Porcins #WPWP et #WPWPMDG

Le nombre de têtes était estimé à 1,25 million en 2004-2005. Il semble que ce chiffre soit en 2015 en baisse sensible, nombre d'éleveurs s'étant retirés de la filière en raison des risques sanitaires. Les élevages sont situés majoritairement dans les Hautes Terres et dans les régions sud.

#### Volailles

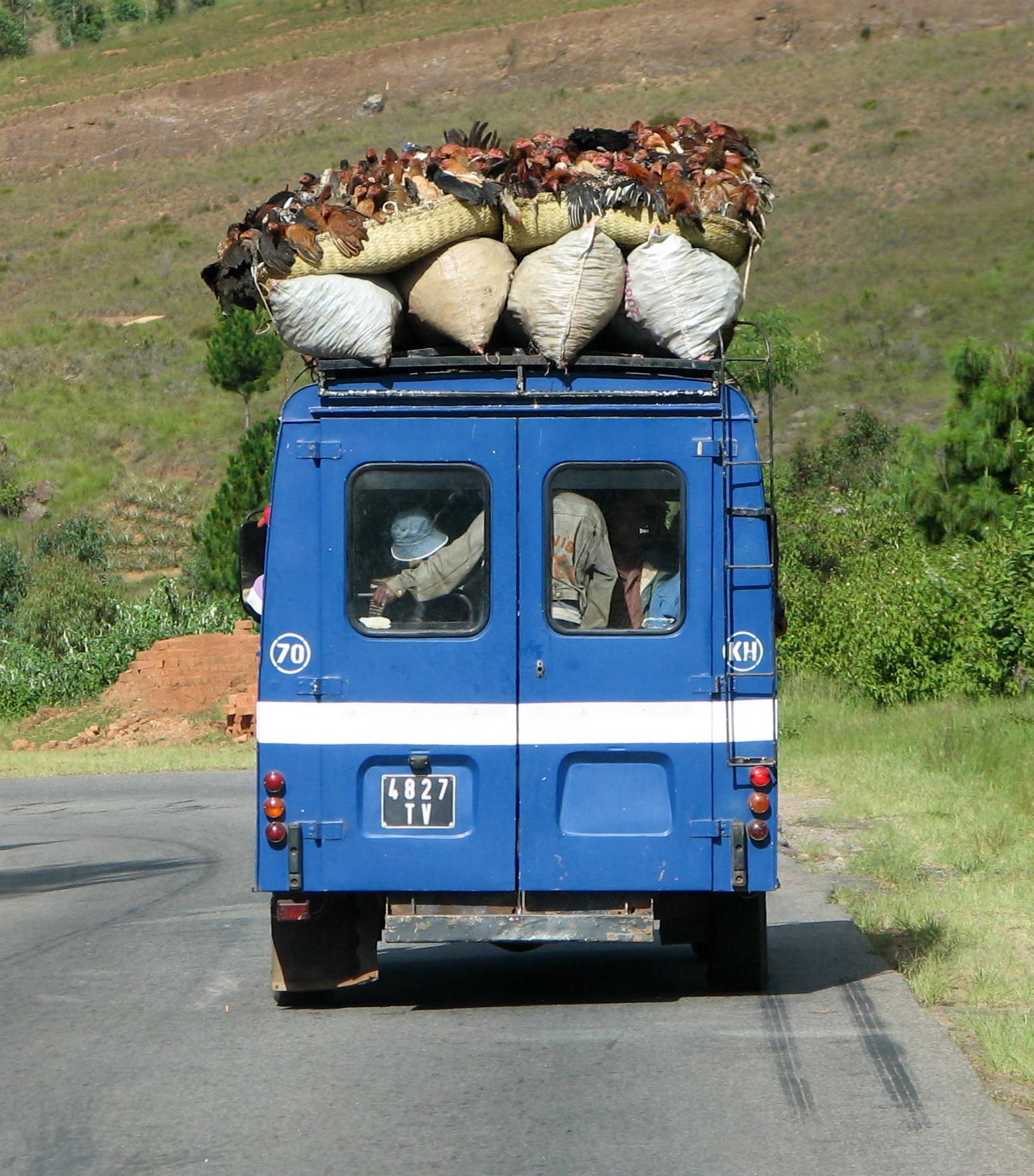
Transport de volailles à Madagascar

L'effectif de volailles est estimé à 26 millions de têtes en 2011.
L'élevage avicole est essentiellement un élevage traditionnel de poulets "gasy" (poulets de race locale), de canards et de dindes. Il permet d'améliorer l'apport en protéines animales dans l'alimentation des populations, cet apport demeurant toutefois très déficitaire.
Il existe aussi une filière industrielle très minoritaire de poules pondeuses (600 000 à 650 000 têtes) et de poulets de chair (4 millions de têtes). Les éleveurs intégrés dans cette filière se procurent les poussins auprès d'accouveurs et les aliments auprès de sociétés spécialisés en aliments du bétail.

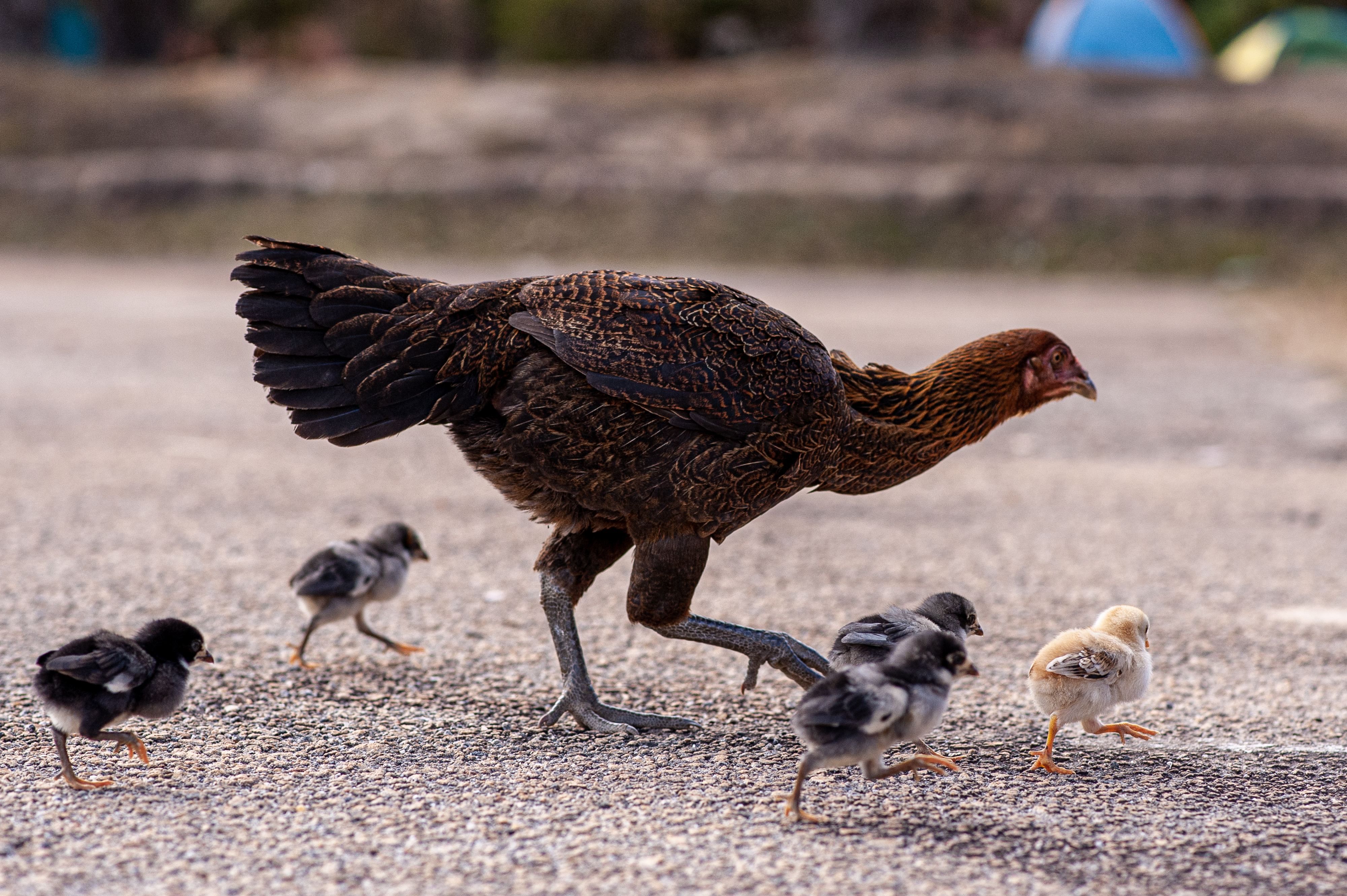
Akoho gasy femelle à la recherche de nourriture avec ses poussins

La filière avicole connait de nombreux problèmes sanitaires qui provoquent un taux de mortalité élevé des animaux et qui à l'heure actuelle hypothèquent son développement.

## Filière biologique

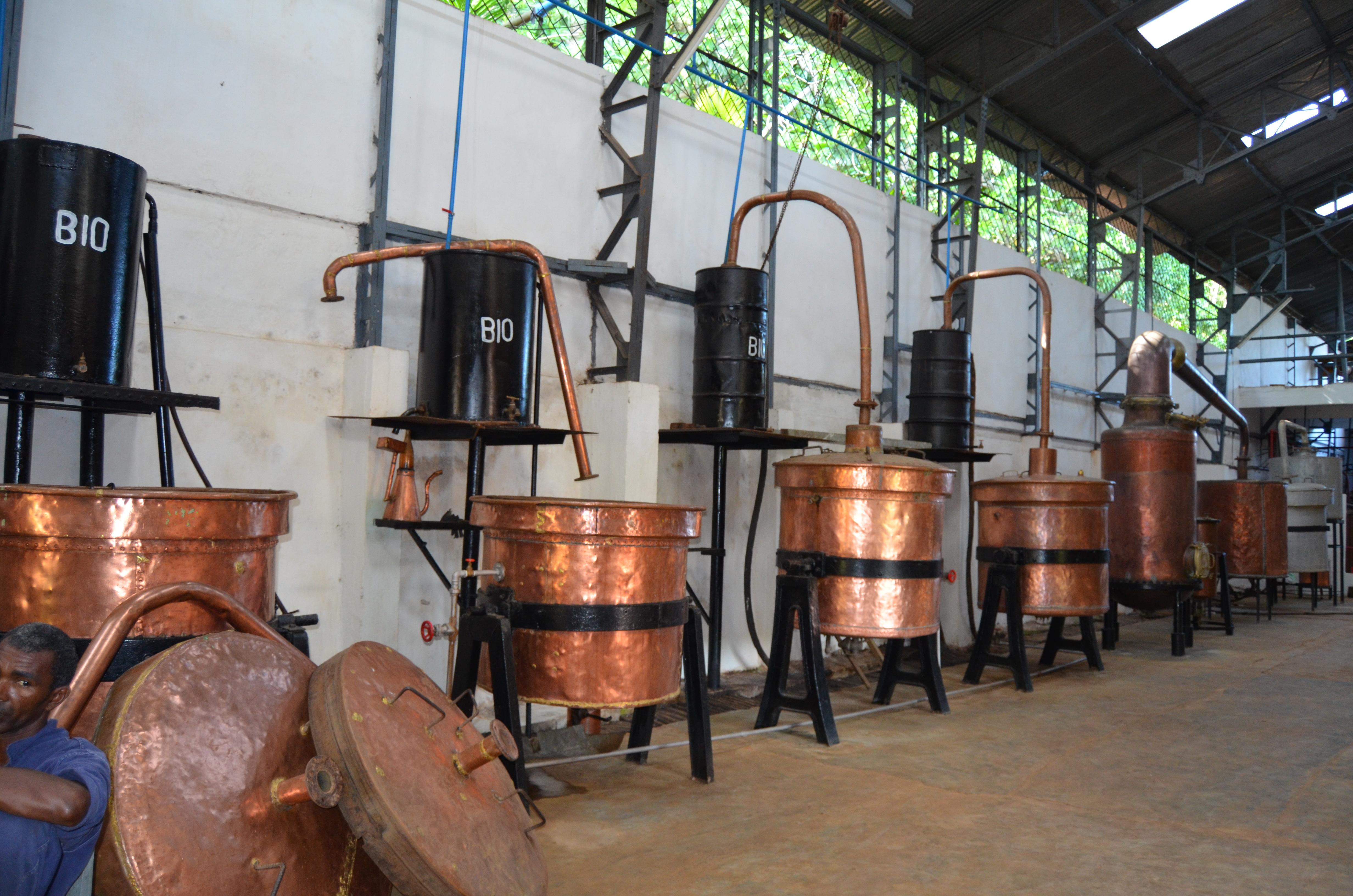
Alambics utilisés pour produire de l'huile essentielle d'ylang-ylang à Nosy Be

. Depuis 2001, un label privé attribue les certifications biologiques aux exportateurs. Les principales productions agricoles biologiques concernent la vanille, les plantes médicinales, les huiles essentielles, les épices, l'huile de palme, le sucre de canne, les fruits et légumes ou encore le miel.
En 2006, la société Guanomad se lance à Madagascar en vendant de l'engrais biologique issu des déjections minéralisées de chauve-souris. En 2017, la société exploite 120 grottes et a saisi 30% du marché des engrais dans le pays.
En 2008, 60 entreprises malgaches étaient enregistrées comme exportatrices de produits biologiques certifiés
En 2015, pour lutter contre le paludisme, le gouvernement malgache et l'USAID ont lancé la distribution de 10 millions de moustiquaires imprégnées d'insecticide (dont la perméthrine), mettant en péril le label biologique de nombreuses cultures de vanille sur l'île.
En 2019, 62 800 hectares étaient cultivés en agriculture biologique contre 14 069 en 2009. En 2020, la surface cultivée atteint 68 000 hectares. 
Sur la même période, l’agriculture biologique s’est diversifiée et concerne désormais le cacao, la vanille, les épices, les fruits, les légumes, les huiles et le miel. 
Les exportations de produits biologiques sont passées de 776 tonnes en 2009 à 5 565 tonnes en 2019 pour un chiffre d’affaires de 110 millions de dollars contre 22 en 2009. 
70 000 agriculteurs sont certifiés bio dans le pays ce qui fait de Madagascar le 6e pays africain en effectif de paysans bio.

## Développement du secteur

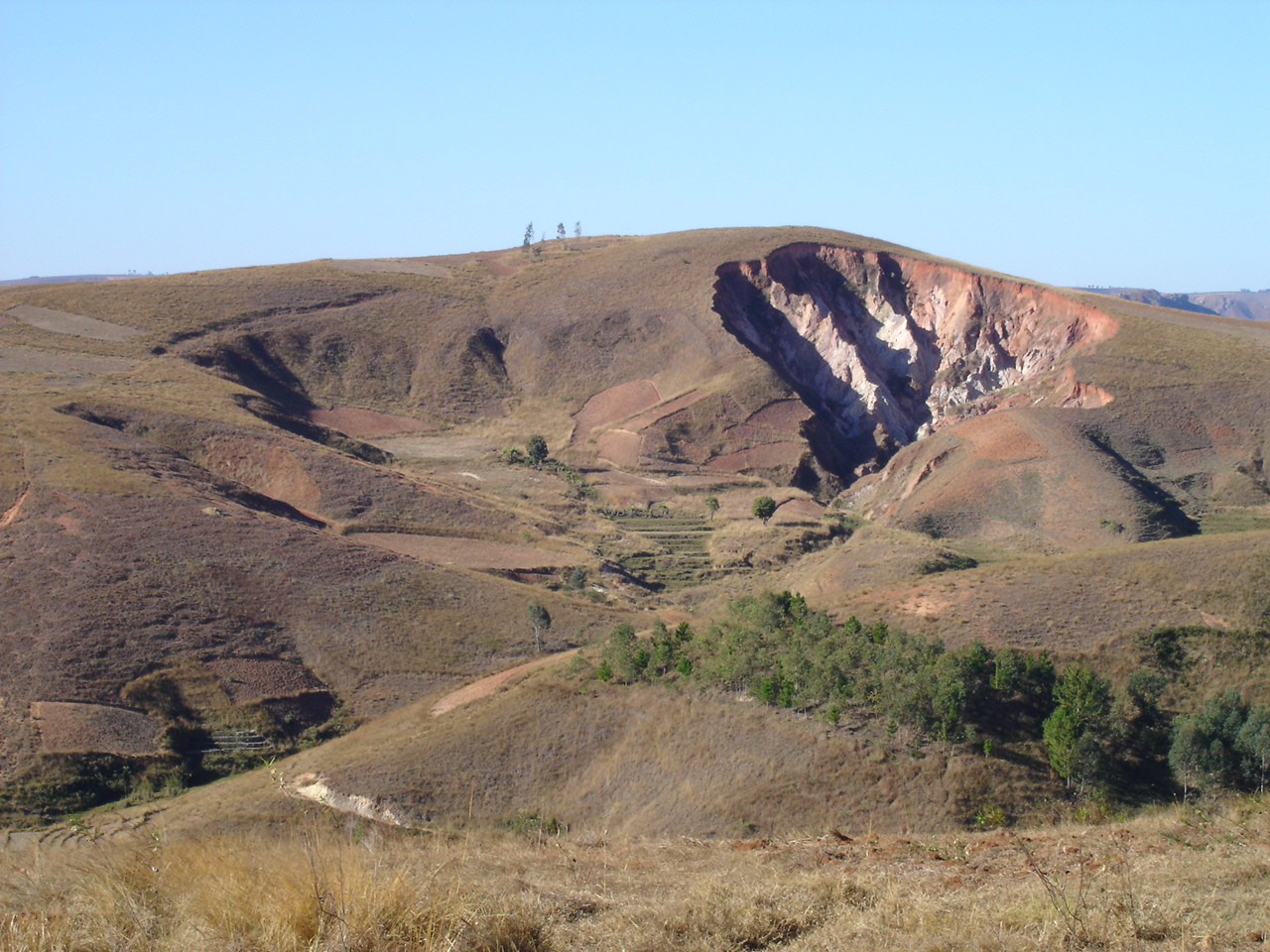
Lavaka sur les Hautes-Terres

### Obstacles

#### Géographiques et technologiques
- Érosion des sols : phénomène particulièrement destructeur à Madagascar qui se traduit notamment par la formation de lavakas (trous énormes éventrant les collines) dont les causes seraient l'agressivité du climat, le surpâturage, les feux de brousse et la déforestation;
- Épuisement des sols;
- Aridité dans les régions sud et sud-ouest;
- Manque de routes et de pistes empêchant l’accessibilité aux parcelles.

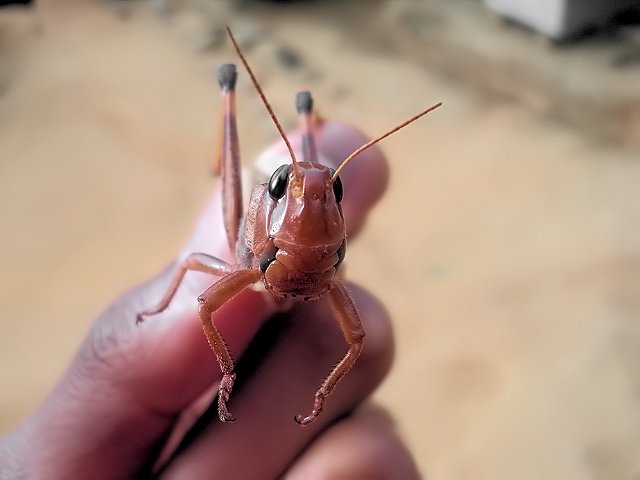
Échantillon de criquet de Madagascar durant une invasion (2010).

La grande île est aussi le théâtre de gigantesques invasions de criquets depuis 2009 (500 milliards décomptés lors d'une invasion en 2013) qui engloutissent toutes les cultures sur leur chemin en à peine quelques heures. En 2013, les spécialistes comptaient une vingtaine d'essaims sur l'île, dont un essaim principal composé de dizaines de millions d'insectes qui forment un nuage noir de plusieurs kilomètres de long et se déplacent à 20 kilomètres par heure.

#### Changement climatique
Les changements climatiques affectent profondément l'agriculture à Madagascar. Les agriculteurs possèdent des méthodes d'agriculture traditionnelles dites "familiales" basées sur des calendriers ancestraux et des cycles climatiques bien définis. Ces dernières décennies, la pluviométrie s'est largement affaiblie, et les saisons se sont décalées de 3 mois sur dix ans. Par exemple, le riz blanc makalioka est une espèce fragile propre au pays, et son rendement est menacé par les changements climatiques récents.

### Formation spécialisée, insertion professionnelle
Madagascar est toujours un pays à vocation agricole : sur les 21 926 221 d'habitants (estimation de la CIA en 2011), environ 78 % de la population vit encore en milieu rural soit 17 102 452 personnes. Cette population rurale est jeune : 56,6 % soit 9 679 988 d'habitants a moins de 20 ans. 300 000 jeunes par an entrent sur le marché du travail avec très peu de formation scolaire (niveau d'éducation primaire et post-primaire) et pas de qualification professionnelle, notamment dans le domaine de l'agriculture. La pauvreté et l'éloignement constituent aussi un handicap pour l'accès de ces jeunes aux rares formations en technique d'agri-élevage existantes. De plus, à ce jour, l'éducation scolaire est proposée à toutes les couches de la population sans tenir compte de leurs spécificités : zones d'implantation, différences culturelles, sexe, couche sociale…
Certains projets de formation-développement en cours ont pour objectif de rénover le système de formation professionnelle agricole pour l'adapter aux besoins du monde rural. Il s'agit de mettre en place de nouveaux cursus de formation, de rénover les programmes de formation existant et d'adopter de nouvelles méthodes pédagogiques pour une plus grande efficacité du développement des compétences chez les jeunes. Ces méthodes pourraient être basées sur des travaux pratiques en conditions réelles, suivant les potentialités et les spécificités de chaque région, avec l'utilisation des ressources locales existantes, notamment des outils de production et matériels adaptés aux réalités et à la culture Malagasy.
En complément, à l'issue des formations, des mesures d'appui à l'installation des jeunes en agriculture seraient à mettre en œuvre.

## Foire Internationale Agricole
La Foire Internationale Agricole de Madagascar (FIA) est une initiative annuelle qui rassemble les acteurs des secteurs agricoles, de l'élevage et de la pêche depuis 2017. Madagascar, où l’agriculture est un pilier économique pour la majorité de la population, utilise cette foire comme un levier pour stimuler la durabilité, améliorer les technologies et encourager l'agro-industrie.
Depuis sa création, la FIA a permis aux participants locaux et internationaux de présenter leurs produits, technologies et services, tout en offrant des espaces de discussion autour des politiques agricoles et de la modernisation des pratiques agricoles. L’événement est organisé par le ministère de l'Agriculture en partenariat avec des entreprises et des organisations de recherche comme le CIRAD et le FOFIFA, soulignant son importance stratégique pour le développement rural.
- 2017 : Première édition, inaugurant une plateforme pour rassembler les acteurs agricoles malgaches et promouvoir l’innovation agricole[18],[40].
- 2018 : Deuxième édition axée sur la diversification agricole et les liens commerciaux, favorisant la visibilité des produits locaux et l’implication internationale[41].
- 2019 : Troisième édition mettant en avant les innovations technologiques pour améliorer les pratiques agricoles et soutenir les petites exploitations[42].
- 2020 : Annulation de l’édition en raison de la pandémie de COVID-19, entraînant une pause dans les activités de la FIA[43].
- 2021 : Retour de la FIA sous des mesures sanitaires strictes, avec un accent sur la relance post-pandémique et la résilience du secteur agricole malgache[44].
- 2022 : Cinquième édition organisée sous le thème "Innover pour une agriculture résiliente", avec des démonstrations technologiques et des ateliers pratiques pour les agriculteurs[45].
- 2023 : Cinquième édition (reportée à 2023), accueillant environ 400 exposants et 15 000 visiteurs, avec une attention particulière portée sur les recherches du CIRAD et du FOFIFA pour améliorer les filières comme le riz[46].
- 2024 : Sixième édition prévue du 12 au 15 septembre, mettant en valeur les produits du terroir et introduisant un "bureau délocalisé" pour rapprocher les autorités des agriculteurs[47].